# Psymberina
La psymberina, también conocida como irciniastatina A, es una citotoxina derivada de las esponjas de mar. Fue descubierta por dos grupos de investigadores independientes en 2004. Se descubrió que la psymberina era altamente bioactiva ya que mostró LC50 a concentraciones nanomolares contra varios tipos de tumores.